# Sri Mulyani Indrawati
Sri Mulyani Indrawati (Tanjung Karang, 26 agosto 1962) è un'economista e politica indonesiana, ministro delle finanze dell'Indonesia dal 2016.
In precedenza ha ricoperto lo stesso incarico dal 2005 al 2010. Nel giugno 2010 è stata nominata amministratrice delegata del Gruppo della Banca mondiale e ha rassegnato le dimissioni da ministro delle finanze. Il 27 luglio 2016, Sri Mulyani è stata riconfermata Ministro delle Finanze in un rimpasto di governo dal presidente Joko Widodo, in sostituzione di Bambang Brodjonegoro.
Come ministro delle finanze dal 2005 al 2010, Sri Mulyani è diventata nota come una severa riformatrice ed le è stato ampiamente dato credito per il rafforzamento dell'economia indonesiana, per l'aumento degli investimenti e per la guida della più grande economia del Sud-est asiatico durante la crisi finanziaria del 2007-10. Nel 2014, è stata nominata come la 38ª donna più potente del mondo in una classifica della rivista Forbes.

## Primi anni di vita
Sri Mulyani è nata a Tanjung Karang (ora Bandar Lampung) nella provincia di Lampung, sull'isola di Sumatra, il 26 agosto 1962. È la settima figlia dei docenti universitari Satmoko e Retno Sriningsih.
Si è laureata presso l'Università dell'Indonesia nel 1986. Sri Mulyani ha conseguito il master e il dottorato in Economia presso l'Università dell'Illinois - Urbana-Champaign nel 1992. Nel 2001, Mulyani è partita per Atlanta (Georgia), per prestare servizio come consulente dell'Agenzia statunitense per lo sviluppo internazionale (USAID) per i programmi volti a rafforzare l'autonomia dell'Indonesia. Ha inoltre tenuto conferenze sull'economia indonesiana come professoressa ospite presso la Andrew Young School of Policy Studies della Georgia State University. Dal 2002 al 2004 è stata direttrice esecutiva nel consiglio del Fondo monetario internazionale in rappresentanza di 12 economie nel sud-est asiatico.
È sposata con l'economista Tony Sumartono, con il quale ha avuto tre figli. È un'economista professionista e non dichiara alcuna affiliazione politica.

## Ministero delle finanze
Nel 2005 Sri Mulyani è stata scelta dal presidente Susilo Bambang Yudhoyono come ministro delle finanze indonesiano. Uno dei suoi primi atti è stato quello di licenziare funzionari fiscali e doganali corrotti nel dipartimento. Ha affrontato con successo la corruzione e avviato riforme nell'ufficio fiscale e doganale indonesiano e ha conquistato una reputazione di integrità. È riuscita ad aumentare gli investimenti diretti in Indonesia. Nel 2004, l'anno in cui il presidente Susilo Bambang Yudhoyono è entrato in carica, l'Indonesia ha ricevuto 4,6 miliardi di dollari in investimenti diretti esteri. L'anno successivo ha attirato 8,9 miliardi di dollari.
Nel 2006, un anno dopo l'assegnazione dell'incarico, è stata nominata Ministro delle Finanze dell'Anno dalla rivista Euromoney.
Durante il suo mandato nel 2007, l'Indonesia ha registrato una crescita economica del 6,6%, il tasso più alto dalla crisi finanziaria asiatica del 1997. Tuttavia, la crescita è scesa nel 2008 al 6% a causa del rallentamento dell'economia mondiale. Nel luglio 2008, Sri Mulyani Indrawati è stata scelta come ministro di coordinamento per l'economia, in sostituzione di Boediono, che era a capo della banca centrale dell'Indonesia.
Nell'agosto 2008, Mulyani è entrata in una classifica della rivista Forbes come la ventitreesima donna più potente del mondo e la donna più potente in Indonesia. Durante il suo mandato come ministro delle finanze, le riserve di valuta estera del paese hanno raggiunto il massimo storico di 50 miliardi di dollari. Ha supervisionato una riduzione del debito pubblico dal 60% a circa il 30% del prodotto interno lordo, rendendo più facile per l'Indonesia vendere il debito a investitori istituzionali stranieri. Ha anche rivisto le strutture di incentivazione per i dipendenti pubblici nel suo ministero e ha iniziato a pagare salari più alti a funzionari fiscali ritenuti "puliti" in modo che avrebbero meno tentazioni di accettare tangenti.
Nel 2007 e nel 2008, il quotidiano Emerging Markets ha selezionato Sri Mulyani come ministro delle finanze asiatico dell'anno.
Dopo la rielezione nel 2009 di Susilo Bambang Yudhoyono, è stata riconfermata alla carica di ministro delle finanze. Nel 2009 l'economia indonesiana è cresciuta del 4,5% mentre molte parti del mondo erano in recessione. L'Indonesia è stata una delle tre principali economie emergenti a crescere più rapidamente del 4% nel 2009. Le altre due sono state Cina e India. Sotto la sua supervisione, il governo è riuscito ad aumentare il numero di contribuenti da 4,35 milioni nel 2005 a quasi 16 milioni di persone nel 2010 e le entrate fiscali sono aumentate di circa il 20% ogni anno fino a oltre 600 trilioni di Rp nel 2010.

### Presunto hackeraggio da parte dell'intelligence australiana
Nel novembre 2013, il quotidiano britannico The Guardian ha pubblicato articoli basati sulle fughe di notizie dell'informatore americano Edward Snowden che mostravano come l'intelligence australiana avesse violato i telefoni cellulari dei principali leader indonesiani nel 2009. Ciò includeva Sri Mulyani, che all'epoca era ministro delle finanze. Il primo ministro australiano Tony Abbott ha giustificato l'accaduto sostenendo che le attività non erano "spionaggio" quanto piuttosto "ricerca" e che la sua intenzione sarebbe sempre stata quella di utilizzare qualsiasi informazione "a fin di bene".

## Banca Mondiale

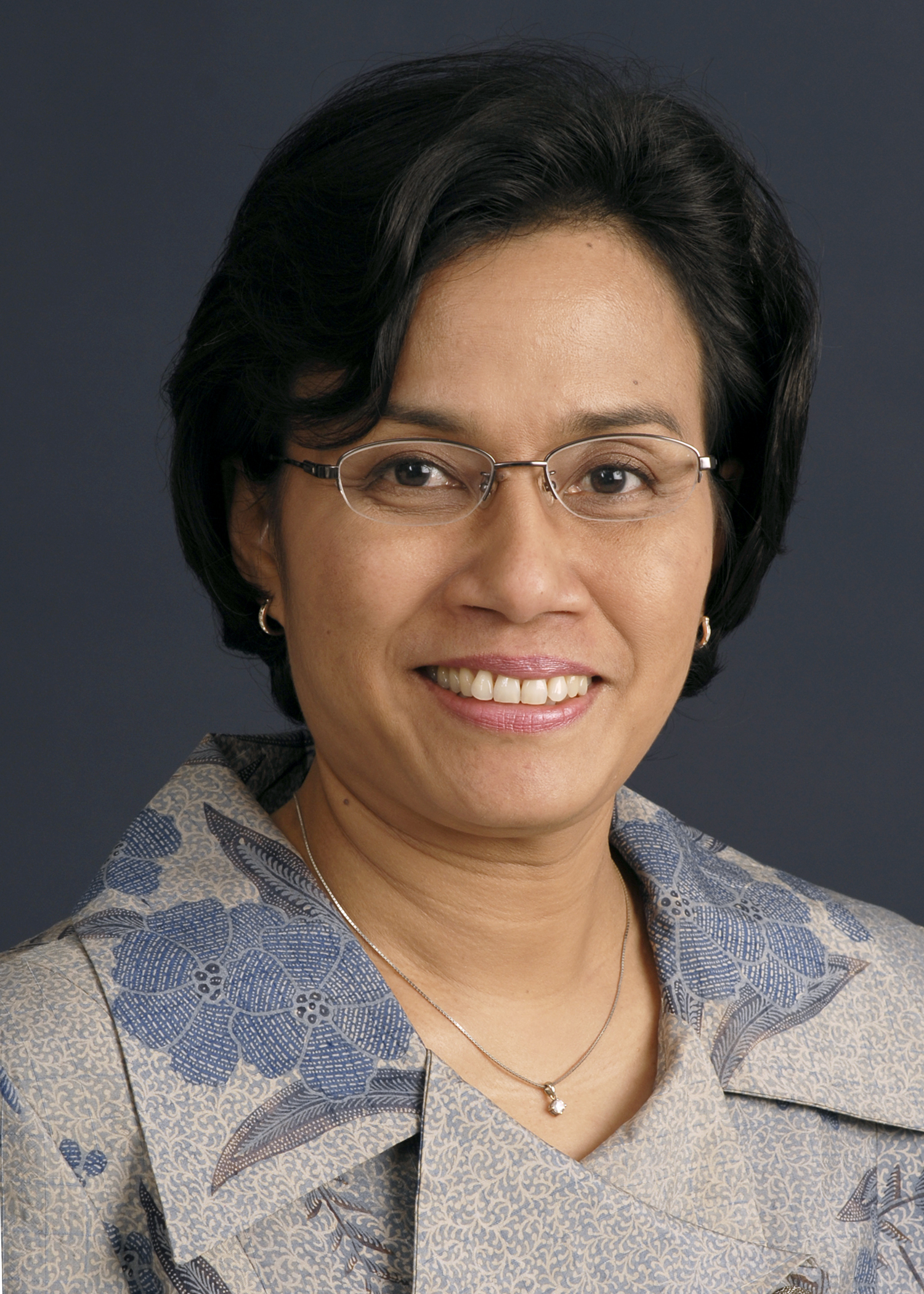
Sri Mulyani come amministratore delegato del Gruppo della Banca mondiale (2010)

Il 5 maggio 2010 Mulyani è stata nominata come uno dei tre Amministratori Delegati del Gruppo della Banca Mondiale. Ha sostituito Juan José Daboub, che ha completato il suo mandato quadriennale il 30 giugno, supervisionando 74 nazioni in America Latina, Caraibi, Asia orientale e Pacifico, Medio Oriente e Nord Africa.
Le sue dimissioni politiche sono state viste negativamente e hanno causato turbolenze finanziarie in Indonesia, con la borsa locale che ha chiuso in calo del 3,8% dopo la notizia, in mezzo a un ampio selloff in Asia, mentre la rupia indonesiana è scesa di quasi l'1% contro il dollaro. Il calo della borsa valori indonesiana è stato il più netto in 17 mesi. Il trasferimento è stato descritto come "la perdita dell'Indonesia e il guadagno del mondo".
C'era una diffusa speculazione che le sue dimissioni fossero dovute a pressioni politiche, specialmente da parte del potente magnate e presidente del Partito dei Gruppi Funzionali, Aburizal Bakrie. Bakrie era noto per nutrire avversione verso Mulyani a causa della sua indagine sulla frode fiscale nel Bakrie Group, del suo rifiuto di sostenere gli interessi del carbone di Bakrie usando i fondi del governo, e del suo rifiuto di dichiarare il flusso di fango di Sidoarjo, che era stato causato dalle perforazioni della compagnia di Bakrie, come un "disastro naturale".
Il 20 maggio, il presidente Susilo Bambang Yudhoyono ha nominato come suo sostituto Agus Martowardojo, CEO di Bank Mandiri, la più grande banca dell'Indonesia.
Nel 2014, è stata classificata come la 38ª donna più potente al mondo da Forbes.

## Scandalo della Bank Century
Subito prima delle sue dimissioni, The Legislature, guidato dal Partito dei Gruppi Funzionali, ha accusato Sri Mulyani di un crimine consistente nel salvataggio della Bank Century nel 2008. I critici del salvataggio hanno affermato che è stato fatto senza autorità legale e senza provare che fosse necessaria un'iniezione di capitale per evitare una corsa ad altre banche; il salvataggio della Bank Century sarebbe costato allo Stato una perdita finanziaria pari a 6,7 trilioni di rupie (710 milioni di dollari). Sri Mulyani ha difeso il piano di salvataggio come necessario date le incertezze dell'economia globale in quel momento e ha negato qualsiasi illecito.
Tuttavia, le critiche alla politica di Sri Mulyani sono arrivate anche dall'ex vice presidente Jusuf Kalla. Nei suoi commenti più duri sul controverso salvataggio della PT Bank Century, l'ex vicepresidente Jusuf Kalla ha negato le affermazioni degli ex funzionari della Bank Indonesia secondo cui se il creditore fosse stato autorizzato a fallire, avrebbe avuto un impatto sistemico sul sistema bancario e sull'economia del paese. «Lo scandalo Bank Century è una rapina, chiunque sostenga Bank Century, sostiene un rapinatore» ha dichiarato Kalla.
Inoltre, tutte le nove fazioni del comitato speciale della Camera dei Rappresentanti hanno concordato sul fatto che c'erano transazioni sospette e possibilmente fraudolente durante il periodo di salvataggio a partire dal novembre 2008, nonché prove di riciclaggio di denaro. Tutti hanno poi ammesso di non avere le competenze per agire oltre e hanno invitato la polizia nazionale indonesiana (Polri) e la Commissione per l'eradicazione della corruzione (KPK) a subentrare nelle indagini.